# Greta ortygia
Greta ortygia är en fjärilsart som beskrevs av Gustav Weymer 1890. Greta ortygia ingår i släktet Greta och familjen praktfjärilar. Inga underarter finns listade i Catalogue of Life.